# Vern Pettigrew
Vern Pettigrew (30. března 1908, Varney - 29. října 2003, Regina) byl kanadský zápasník. V roce 1936 na olympijských hrách v Berlíně vybojoval ve volném stylu v pérové váze čtvrté místo. Šestkrát vybojoval titul mistra Kanady a desetkrát titul mistra Saskatchewanu. Byl uveden do kanadské Síně slávy amatérského atletického svazu, amatérského zápasu a saskatchewanské Sportovní síně slávy.